# Machine Man (canción)
«Machine Man» es una canción de la banda británica de heavy metal Judas Priest, incluida como la pista inicial del álbum Demolition de 2001. El 1 de junio del mismo año se publicó como su primer y único sencillo a través de SPV Records, alcanzando la posición 159 en el Reino Unido.
Fue escrita por el guitarrista Glenn Tipton, cuyas letras relatan las emociones de competir en una carrera de autos donde el título de la canción hace alusión al mejor piloto de la competencia.
Por su parte se convirtió en el primer sencillo de la banda en ser lanzado en el formato sencillo en CD dual disc, ya que en el lado B se incluyó el vídeo musical de «Burn in Hell» del disco Jugulator.

## Lista de canciones
| N.º | Título                         | Escritor(es)              | Duración |  |
| 1.  | «Machine Man»                  | Tipton                    | 5:35     |  |
| 2.  | «Subterfuge»                   | Tipton, Chris Tsangarides | 5:12     |  |
| 3.  | «Burn in Hell» (vídeo musical) | Tipton, K.K. Downing      | 4:09     |  |

## Músicos
- Tim Owens: voz
- K.K. Downing: guitarra eléctrica
- Glenn Tipton: guitarra eléctrica
- Ian Hill: bajo
- Scott Travis: batería